# Койл (Оклахома)
Койл (англ. Coyle) — місто (англ. town) в США, в окрузі Логан штату Оклахома. Населення — 350 осіб (2020).

## Географія
Койл розташований за координатами 35°57′15″ пн. ш. 97°14′20″ зх. д. / 35.95417° пн. ш. 97.23889° зх. д. (35.954050, -97.238834).  За даними Бюро перепису населення США в 2010 році місто мало площу 2,00 км², уся площа — суходіл.

## Демографія
Згідно з переписом 2010 року, у місті мешкало 325 осіб у 140 домогосподарствах у складі 87 родин. Густота населення становила 163 особи/км².  Було 171 помешкання (86/км²).
Расовий склад населення:
| - 82,2 % — білих - 9,8 % — чорних або афроамериканців - 4,3 % — корінних американців |

До двох чи більше рас належало 3,4 %. Частка іспаномовних становила 4,3 % від усіх жителів.
За віковим діапазоном населення розподілялося таким чином: 24,9 % — особи молодші 18 років, 64,0 % — особи у віці 18—64 років, 11,1 % — особи у віці 65 років та старші. Медіана віку мешканця становила 33,6 року. На 100 осіб жіночої статі у місті припадало 95,8 чоловіків;  на 100 жінок у віці від 18 років та старших — 93,7 чоловіків також старших 18 років.
Середній дохід на одне домашнє господарство  становив 36 776 доларів США (медіана — 28 750), а середній дохід на одну сім'ю — 53 702 долари (медіана — 42 250). Медіана доходів становила 36 389 доларів для чоловіків та 23 125 доларів для жінок. За межею бідності перебувало 20,9 % осіб, у тому числі 2,0 % дітей у віці до 18 років та 31,0 % осіб у віці 65 років та старших.
Цивільне працевлаштоване населення становило 128 осіб. Основні галузі зайнятості: освіта, охорона здоров'я та соціальна допомога — 35,2 %, транспорт — 14,8 %, роздрібна торгівля — 10,9 %, науковці, спеціалісти, менеджери — 10,2 %.